# David Nurney
David Ian „Dave“ Nurney (* 28. Mai 1959 in Edmonton, London) ist ein britischer Vogelillustrator.

## Leben
Bereits als Jugendlicher zeichnete Nurney Vögel. 1981 diplomierte er in Kommunikationsdesign (Grafik und Illustration) an der Epsom School of Art. Neben seiner Arbeit als Grafdesigner produzierte er Vogelzeichnungen, die im Magazin Bird Watching veröffentlicht wurden. Von 1992 bis 1994 lieferte er die Lineart für die Bände sechs bis acht des Handbook of the Birds of Europe, the Middle East and North Africa von Stanley Cramp (1913–1987) und Christopher M. Perrins aus der Reihe The Birds of the Western Palearctic (BWP). 1999 illustrierte er eine Farbtafel mit Nachtschwalben für den fünften Band des Handbook of the Birds of the World. Gemeinsam mit Dominic Couzens veröffentlichte er unter dem Titel ID Insights Pocket Cards: British Birds einen Satz von zehn Identifikationskarten in Postkartengröße, auf denen 131 britische Vogelarten dargestellt sind.
Ferner ist Nurney Treuhänder der King’s Church seiner Heimatstadt Wisbech in Cambridgeshire, wo er gelegentlich Vogelbeobachtungs-Exkursionen organisiert.

## Werke, die von Nurney illustriert wurden (Auswahl)
- Birds of Europe, the Middle East and North Africa, Bd. 6: Warblers von Stanley Cramp und Christopher M. Perrins, 1992
- Birds of Europe, the Middle East and North Africa, Bd. 7: Flycatchers to Shrikes von Stanley Cramp und Christopher M. Perrins, 1993
- Birds of Europe, the Middle East and North Africa, Bd. 8: Crows to Finches von Stanley Cramp und Christopher M. Perrins, 1994
- Woodpeckers: A Guide to the Woodpeckers, Piculets and Wrynecks of the World von Hans Winkler und David A. Christie, 1995
- A Field Guide to Birds of Armenia von Martin S. Adamian und Daniel Klem, jr., 1997
- Nightjars: A Guide to Nightjars and Related Birds von Nigel Cleere, 1998
- Pocket Guide to the Birds of Britain and North-West Europe von Chris Kightley und Steve Madge, 1998 (deutsch: Taschenführer Vögel. Alle Arten Mitteleuropas, 1998)
- Handbook of the Birds of the World, Bd. 5: Barn-Owls To Hummingbirds, 1999
- Autumn Bird Migration at Beidaihe, China, 1986-1990 (incorporating the report on China Cranewatch 1986) von Martin D. Williams, 2000
- Birds of Central Asia: Kazakhstan, Turkmenistan, Uzbekistan, Kyrgyzstan, Tajikistan, and Afghanistan von Raffael Aye und Manuel Schweizer, 2002
- Bird Songs : 250 North American birds in song von Les Beletsky, 2006
- Birds of the World von Les Beletsky, 2006
- RSPB Pocket Guide to British Birds von Simon Harrap, 2007
- Birds of East Asia – China, Taiwan, Korea, Japan, and Russia von Mark Brazil, 2009
- Rare Birds Day by Day von Steve Dudley, 2010
- A Patch Made in Heaven – A Year of Birdwatching in One Place von Dominic Couzens, 2012
- Birds of the Indian Subcontinent – India, Pakistan, Sri Lanka, Nepal, Bhutan, Bangladesh and the Maldives von Richard Grimmett, Carol Inskipp und Tim Inskipp, 2013
- Birds: ID Insights: Identifying the More Difficult Birds of Britain von Dominic Couzens, 2013
- Birds of the Indonesian Archipelago von James Eaton, Bas van Balen, N. W. Brickle und Frank E. Rheindt, 2016